# Italské odbory
Italské odbory jsou zájmové skupiny pracovníků zaměstnaných v Itálii.

## Odborové organizace
Nejdůležitější z nich jsou:CGIL italské Všeobecné konfederace práce, která byla založena v červnu 1944. Má asi 5 milionů členů.Ve druhé polovině devatenáctého století, Itálie zaostává za ostatními evropskými zeměmi, CGIL, která byla vyhlášena v roce 1861 - konstantní, a to zejména v Lombardii, Ligurii a Piedmont, kde jsou časné formy moderního průmyslu.
Itálie je velmi chudá země, stále převážně zemědělský a asi 25 milionů obyvatel, pouze 1.000.000 ar gramotní. [Edit] mnohem méně těch, kteří mají právo volit, k dispozici pouze v "sčítání lidu. Malá menšina lidí, kteří mají příjmy nezbytné volit členy Parlamentu.
Vynález nových strojů a vznikem továren způsobující hromadný exodus rolníků z venkova do městských oblastí, kde jsou soustředěny odvětví, a určit vzniku dvou tříd: průmyslová buržoazie, která vlastní "výrobní prostředky" je akumulovat kapitál a proletariát, který má pouze svou pracovní síly.

## Zrození Všeobecné konfederace práce
Kongres se konal v Miláně od září 29 do 01.10.1906 domy práce, ligy a federace se rozhodla sloučit do jedné organizace a založil Všeobecné konfederace práce (CGdL). Jsou přítomny při narození, téměř 700 delegátů z místních svazů, což představuje více než 250.000 členů. Generální tajemník je volen Rinaldo Rigol. Zde začíná, formálně, sté výročí historii CGIL.

## CGIL Kongres nečleněné
Na národní kongres, který se konal ve Florencii v červnu 1947, CGIL zaznamenané 5 735 000 předplatitelů. Generální tajemník je volen Giuseppe Di Vittorio. Ale i na této konferenci zazní projevy rozdělení mezi složky a socialistické-katolické sindacato.Il Faktem je, že politická krajina se změnila rychle.

## Velké úspěchy občanské
Sedmdesátá léta byla také poznamenána velkým úspěchy civilistů, zejména v důsledku boje za emancipaci a zrovnoprávnění žen. V roce 1970 schválila 898 zákonů o rozvod, v roce 1971 základní zákon 1204 a ochraně pracujících matek na mateřské.